# Yitzchak Blazer
Pour les articles homonymes, voir Blazer (homonymie).
Yitzchak Blazer (connu comme Rav Itzele Peterburger, né le 6 février 1837 près de Vilnius, alors en en Russie et mort le 22 juillet 1907 à Jérusalem, alors dans l'Empire ottoman) est une des grandes figures du mouvement du Moussar.

## Biographie
Yitzchak Blazer est né le 6 février 1837 près de Vilnius, alors en en Russie. Il est le fils de Shlomo Lipolis et de Ita Lipolis. Le rabbin Shlomo Lipolis, Dayan à Vilnius, est mort le 1er mars 1821.
Yitzchak Blazer est le frère de Yaakov Lipolis (le rabbin de Shirvint) et de 
Avraham Abale Lipolis.
Sa première épouse est née Valk. Sa seconde épouse est Chaya Resha Blazer dite Anna. Elle épouse en secondes noces Avraham Aharon Shatzkes. Elle est morte le 28 juillet 1944 à Jérusalem en Israël.
Il est le père de Chana Ita Breina Mishkovsky (née circa 1887 et morte en 1913), Shlomo Blazer (né en 1889 à Kovno Kaunas en Lituanie et mort le 21 août 1960 à Jérusalem, en Israël), et de Miriam Goldberg.

## Œuvres
- (he) Israel de Salant & Yitzchak Blazer. Sefer Ohr Yisrael - Kochvei Or - HaMenukar[12]